# أولي فون بويست
كارل-فريدريش آرب أولي فرايهر فون بويست، ويسمى عموما أولي فون بويست (بالألمانية: Carl-Friedrich Arp Ole Freiherr von Beust) (من مواليد 13 أبريل 1955)، هو سياسي ألماني الذي كان رئيس البلدية الحاكم لهامبورغ في الفترة من 31 تشرين الأول 2001 حتى 25 أغسطس 2010، كما تولى منصب رئيس البوندسرات الاتحادي من 1 نوفمبر 2007 لمدة عام واحد.

## الحياة والعمل
ولد في هامبورغ، وهو ابن آخيم هيلغ فرايهر فون بويست وابن هانا وولف، التي كانت تعتبر نصف يهودية في ألمانيا النازية. من خلال والده هو سليل رجل الدولة الساكسوني والنمساوي الكونت فرايدريك فرديناند فون بويست.
في عام 1971 أصبح بويست عضوا في الاتحاد الديمقراطي المسيحي المحافظ (CDU). في عام 1973، بعد الانتهاء من المدرسة الثانوية، عمل في مجموعة CDU في برلمان ولاية مدينة هامبورغ (بالألمانية: Bürgerschaft")، وهو المنصب الذي شغله حتى بدأ دراسة القانون في عام 1975 في جامعة هامبورغ.  من عام 1977 حتى عام 1983 كان رئيسًا للجناح الشبابي في حزبه في هامبورغ. منذ عام 1978، كان بويست عضوًا في برلمان ولاية هامبورغ. في عام 1983 أتم بنجاح دراسته وأصبح محام مستقل.
وهو عضو في المجلس الحاكم في حكومة ولاية هامبورغ منذ عام 1992، والمجلس الوطني للحزب الديمقراطي المسيحي منذ عام 1998.

## رئيس البلدية الحاكم لهامبورغ

### العهدة الأولى
في 31 تشرين الأول/أكتوبر 2001، أصبح فون بويست رئيس بلدية الحاكم لهامبورغ.
حينما عانت هامبورغ من هجرة جماعية بعد أن تم الاستحواذ على شركات كبرى من بينها شركة «ريمتسما» (Reemtsma) لصناعة السجائر، وشركة هاباج لويد للشحن والسفر، وشركة هانز شفارتزكوبف لصناعة منتجات العناية بالشعر وشركة «فيرينز أند فيستبانك إيه جي» (Vereins and Westbank AG) الاستحواذ من قبل شركات خارج هامبورغ، قام فون بويست بالاستثمار في المدينة. في عام 2003، قامت (بالألمانية: Geaft für Beteiligungsverwaltung) مع متاجر التجزئة «تشيبو» بشراء شركة مستحضرات التجميل «بيرسدورف» في عام 2003. وهذا ماجعل شركة بروكتر أند غامبل الأمريكية متعددة الجنسيات ما جعلها تحافظ على مكانتها كشركة مساهمة عامة في هامبورغ.
استضاف فون بويست، التي تستضيف مأدبة عيد القديس ماثيو السنوية في مدينة هامبورغ للقادة المدنيين ورجال الأعمال في المدينة، العديد من الضيوف رفيعي المستوى الذين شرفوا بالمدينة، بما في ذلك الملكة سيلفيا من السويد (2003)، وملك الأردن عبد الله الثاني (2005)، وفريدريك ولي عهد الدنمارك (2006)، والرئيس جاكايا كيكويتي من تنزانيا (2008).
في 19 أغسطس 2003، طرد بويست نائب رئيس البلدية، رونالد شيل، مما تسبب في فضيحة. وكان بويست قد طرد في وقت سابق ولتر ويلنغهاوزن، سيناتور (وزير) الداخلية وأهم مسؤولي شيل، دون استشارة شيل مسبقا. كان هذا بسبب مزاعم بسوء السلوك العام من قبل ويلنغهاوزن. في محادثة خاصة، طالب شيل آنذاك أن يتراجع «بويست» عن ذلك، وذلك باستخدام التهديدات الشخصية زعما. فقرر بويست طرد شيل أيضًا.
في مؤتمر صحفي عقده شيل دقائق بعد أن يسمع عن إقالته، تحدث بشكل غامض عن «علاقات جنسية مثلية»، و«شقة في منطقة سيئة السمعة» و«حدثت بعض الأشياء التي تجعل المرء يستنتج حدوث أعمال متعلقة بالحب» بين بويست وبيم روجر كوش، الذي عيّنه بويست وزيرا (سيناتورا في الدول-المدينة الألمانية) للعدالة. وذكر بويست بدوره أن «شيل» هدده بعلاقته المزعومة مع «كوش» في إطار فرضية مفادها أن «بويست» قد مزج بين الشؤون العامة والخاصة. وقال إنه لا توجد لديه علاقة جنسية مع كوش، وإنهما يعرفان بعضهما البعض منذ 25 عاماً فقط وبأنهما صديقان حميمان، وأن بويست كان مالك عقار كوش. «هذا كل شيء - كل شيء على الإطلاق»، وفقا لبويست.
سرعان ما أكسب تصريحه غير المؤكد للصحافة سمعة لشيل بكونه هوموفوبيا (معاد للمثليين). بثت محطة إذاعية شعبية أغنية تطلق عليه اسم "Mega-Proll" (المتطرف) واعترضت واحتجت جمعيات المثليين والمثليات على تصريحاته. إلا أن شيل أكد في وقت لاحق نسخة بويست من القصة، باستثناء اتهامات الابتزاز، قائلاً إنه حذر بويست من الابتعاد عن محاباة الأقارب، وأن هذا لا علاقة له بالتوجه الجنسي لـبويست. وقال «ليس لدي شيء ضد المثليين جنسياً».
في مقابلة لاحقة، أكد والد بويست أن ابنه مثلي الجنس حقا. ويعتبر بويست أن توجهه الجنسي مسألة خاصة. وعندما يسئل مباشرة فإنه عادة ما يشير المحاور مازحا لأن يسأل أباه.

### العهدة الثانية
انتهت انتخابات هامبورغ في 29 شباط/فبراير 2004 بانتصار ساحق لم يسبق له مثيل لأولي فون بويست والحزب الديمقراطي المسيحي، وحقق الحزب أغلبية عامة في برلمان المدينة. حصل الحزب الديمقراطي المسيحي على 47.2% من الأصوات، بزيادة 21 نقطة كاملة عن الانتخابات السابقة في سبتمبر 2001. وكانت هذه أول مرة منذ عام 1993 لم يكن للمدينة سوى حزب حاكم واحد.
في ظل قيادة فون بويست، اتخذت حكومة ولاية هامبورغ قرارًا ببناء قاعة إلبلفيلموني، وهي قاعة للحفلات الموسيقية في حي هافن سيتي.
بين عامي 2007 و2009، كان فون بويست واحدًا من 32 عضوًا في اللجنة الثانية لتحديث الولايات الفيدرالية، التي أُنشئت لإصلاح تقسيم السلطات بين السلطات الفيدرالية وسلطات الولايات في ألمانيا.

### العهدة الثالثة
في انتخابات هامبورغ في 24 فبراير 2008، حصل حزب الاتحاد الديمقراطي المسيحي على 42.6% من الأصوات. وهكذا، استمر الحزب الديمقراطي المسيحي في أن يكون الطرف الأقوى في هامبورغ. ومع ذلك، بما أن الحزب الديمقراطي المسيحي خسر أغلبيته المطلقة، فقد شكل حكومة ائتلافية مع حزب الخضر الألماني. في ذلك الوقت، كان ينظر إلى تعاون الطرفين على نطاق واسع على أنه اختبار لائتلاف محتمل على المستوى الوطني.
في شباط/فبراير 2009، اتفق فون بويست والوزير-الرئيس بيتر هاري كارستنسن من شليسفيغ-هولشتاين على خطة إنقاذ بقيمة 13 مليار يورو لممول الشحن المملوك للولاية "أيتش إس أيتش نوربانك (بالألمانية: HSH Nordbank). اضطرت الولاياتان إلى التدخل بعد امتناع صندوق سوفين عن المساعدة، الذي أقامته الحكومة الفيدرالية في عام 2008 لتثبيت استقرار الأسواق المالية، قائلا إنه لا يستطيع مساعدة ممول الشحن حتى يتخلص من جميع الديون.
قبيل الانتخابات الفدرالية لعام 2009، تم اختيار فون بويست على أنه وزير اتحادي محتمل للتعاون الاقتصادي والتنمية في حكومة المستشارة أنغيلا ميركل، ولكن في المفاوضات المتعلقة باتفاق ائتلاف مع الحزب الديمقراطي الحر، ذهب المنصب إلى ديرك نيبل.
في عام 2010، أصبح فون بويست أول رئيس ولاي ألمانية يشير بأن ولايته مستعدة من حيث المبدأ لتقديم حلول إنسانية لسجناء غوانتانامو السابقين الذين تمت الموافقة على إطلاق سراحهم، هامبورغ في وقت لاحق وافقت على إستقبال أحد المعتقلين الذين تم إطلاق سراحهم.
في 18 يوليو 2010، أعلن فون بويست استقالته، التي ستنفذ في 25 أغسطس. ترك فون بويست منصبه جنبا إلى جنب مع كارين فون فيلك، وزيرة الثقافة في هامبورغ، وفولكمار شين من مستشارية مجلس الشيوخ.
بعد فترة وجيزة، قام الناخبون في هامبورغ برفض الإصلاحات التعليمية التي اقترحها فون بوست في أول استفتاء ملزم. وأكد التصويت على الحفاظ على المدارس الابتدائية في هامبورغ بمدة أربع سنوات، بدلا من تمديد التعليم الابتدائي إلى ست سنوات، والتي اقترحها الائتلاف الحاكم من الحزب الديمقراطي المسيحي والخضر.

## الحياة بعد السياسة
عند مغادرة السياسة، افتتح فون بيست مكتب محاماة خاص به وانضم إلى شركة الاستشارات رولاند بيرغر كمستشار. في عام 2012، خلف كلاوس فون دهنانيي منصب المدير التنفيذي لمؤسسة هامبورغ للأشخاص المضطهَدين سياسياً.
خلال إضراب الطاقم الأرضي في مطار فرانكفورت في فبراير 2012، تم تعيين فون بويست كحكم من قبل شركة فرابورت النشغلة للمطار للمفاوضات مع نقابة جي دي إف. وقد وافقت النفابة خطته المقترحة للتسوية. ولكن تم رفضها من قبل فرابورت.
بالإضافة إلى ذلك، احتفظ فون بويست بمختلف المناصب المدفوعة وغير المدفوعة، بما في ذلك ما يلي:
- أصدقاء كنيس فرايكيلوفر، عضو مجلس الأمناء [19]
- «ألياندر إيه جي»، عضو المجلس الاستشاري (منذ 2016) [20]
- «بوكسديراكت آي جاي»، عضو مجلس الإشراف [21]
- «سي آيتس 2 كونورهاوس هانسيستاتد هامبورغ آي جاي»، رئيس مجلس الإشراف [22]
- دونر آند ريشيل، مستشار (منذ عام 2014) [23]
- «إي سي إي بروجيكتامانجمتنت»، عضو مجلس الاستدامة [24]
- جيرميلا، عضو المجلس الاستشاري [25]

- بنك فارنغولد، عضو في المجلس الاستشاري (منذ عام 2013) [26]
- «فيرتشافتسرات دير سي دي أو»، عضو في المجلش [27]
- روتاري الدولية، عضو
- «هافينسيتي هامبورغ جي أم بي آيتش» رئيس مجلس الإشراف (2010) [28]

في أواخر عام 2015، وكان اسمه فون بوست الرئيس المشارك (جنبا إلى جنب مع يورغن تريتين وماتياس بلاتسيك) لجنة عينتها الحكومة المكلفة التوصية بحلول أوائل 2016 كيفية الحفاظ على التمويل من الوفاء ألمانيا خروج من الطاقة النووية. بحلول أبريل 2016، وافقت اللجنة على مطالبة شركات الطاقة بدفع 23.3 مليار يورو (26.4 مليار دولار) إلى صندوق حكومي لتغطية تكاليف تخزين النفايات النووية.

## الاعتراف
كان فون بويست في الدور النهائي لجائزة رئيس بلدية العالم لعام 2010.

## الحياة الخاصة
فون بويست مثلي الجنس علنا. جعل انتخابه رئيسا لبلدية هامبورغ واحدة من ثلاث مدن أوروبية رئيسية مع رئيس بلدية مثلي الجنس علنا، جنبا إلى جنب مع باريس، والذي كان برترون ديلانوي رئيس بلديتها، وبرلين، والذي كان كلاوس فوفيرايت رئيس بلديتها في ذلك الوقت، الذي تولى منصبه أيضا في عام 2001. برلين أكبر وأهم مدن وهامبورغ هي ثاني أكبر مدينة في ألمانيا، وهما أيضا ولايتان ألمانيتان في حد ذاتها، وبذلك كان فوفيريت وفون بويست رئيسا حكومتين.
في مقابلة لاحقة، أكد والد فون بويست أن ابنه مثلي الجنس حقا. ويعتبر فون بويست أن توجهه الجنسي مسألة خاصة. وعندما يسئل مباشرة فإنه عادة ما يشير المحاور مازحا لأن يسأل أباه. فون بويست في علاقة عاطفية مثلية مع شريكه لوكاس فيرستر منذ عام 2013.

## وصلات خارجية
- أولي فون بويست على موقع مونزينجر (الألمانية)

- أولي فون بويست - موقع حزب الاتحاد الديمقراطي المسيحي بهامبورغ (بالألمانية)

- السيرة على موقع City Mayors (بالإنجليزية)